# Mayrinhac-Lentour
Mayrinhac-Lentour är en kommun i departementet Lot i regionen Occitanien i södra Frankrike. Kommunen ligger i kantonen Saint-Céré som tillhör arrondissementet Figeac. År 2022 hade Mayrinhac-Lentour 487 invånare.

## Befolkningsutveckling
Antalet invånare i kommunen Mayrinhac-Lentour
| Referens: INSEE |